# (3100) Zimmerman
(3100) Zimmerman (1977 EQ1) – planetoida z grupy pasa głównego asteroid okrążająca Słońce w ciągu 3,4 lat w średniej odległości 2,26 j.a. Odkryta 13 marca 1977 roku.